# Италианско кралство
Средновековното Кралство Италия (на латински: Regnum Italiae, Regnum Italicum) е кралство в Италия на Свещената Римска империя през Средновековието и ранното Ново време. Съществува през 888 – 961 г. Столицата му е Павия. Управлявано е от краля на Италия. Граничи с Тосканска марка.

### Крале на средновековното Италианско кралство
- 888 – 891: Беренгар I
- 933 – 947: Хуго I
- 947 – 950: Лотар II
- 950 – 961: Беренгар II (умр.961)